# Danh sách cầu thủ tham dự Cúp bóng đá Trung Mỹ 1999
Đây là danh sách các đội hình tham dự Cúp bóng đá Trung Mỹ 1999 ở San José, Costa Rica, từ 17 đến 28 tháng 3 năm 1999.

## Bảng A

### Belize
Huấn luyện viên:  Manuel Bilches
| Số | Vt | Cầu thủ               | Ngày sinh (tuổi) | Số trận | Câu lạc bộ      |
| -- | -- | --------------------- | ---------------- | ------- | --------------- |
|    | TM | Charlie Slusher       |                  |         | Juventus F.C.   |
|    | TM | Darren Hinds          |                  |         | Sagitun         |
|    | TM | Delmar Sutherland     |                  |         | La Victoria     |
|    | HV | Hilberto Muschamp     |                  |         | Sagitun         |
|    | HV | Wilbert Valdez        |                  |         | Jube            |
|    | HV | Raúl Céliz            |                  |         | Juventus F.C.   |
|    | HV | Vallan Symms          |                  |         | Bombers         |
|    | HV | Kevin Pelayo          |                  |         | Bombers         |
|    | TV | Stanley Robinson      |                  |         | Jube            |
|    | TV | Shamir Pacheco        |                  |         | Jube            |
|    | TV | Jason Hall            |                  |         | La Victoria     |
|    | TV | Ernest Wiltshire      |                  |         | Belmopan United |
|    | TV | Emory Núnez           |                  |         | Yabra           |
|    | TV | Jason McCaulay        |                  |         | Yabra           |
|    | TV | Robert Cunningham     |                  |         | no club         |
|    | TĐ | Christopher Hendricks |                  |         | Juventus F.C.   |
|    | TĐ | Wílmer García         |                  |         | Sagitun         |
|    | TĐ | Dale Pelayo           |                  |         | Jube            |
|    | TĐ | Oliver Hendricks      |                  |         | La Victoria     |
|    | TĐ | Wayne Wiltshire       |                  |         | Belmopan United |
|    | TĐ | Mark Leslie           |                  |         | Acros           |
|    | TĐ | Francis Arzú          |                  |         | Jaguars         |

### Costa Rica
Huấn luyện viên:  Francisco Maturana
| Số | Vt | Cầu thủ         | Ngày sinh (tuổi) | Số trận | Câu lạc bộ           |
| -- | -- | --------------- | ---------------- | ------- | -------------------- |
|    | TM | Erick Lonnis    |                  |         | Deportivo Saprissa   |
|    | TM | Lester Morgan   |                  |         | Club Sport Herediano |
|    | HV | Jervis Drummond |                  |         | Deportivo Saprissa   |
|    | HV | Geovanny Jara   |                  |         | Club Sport Herediano |
|    | HV | Víctor Cordero  |                  |         | Deportivo Saprissa   |
|    | HV | Reynaldo Parks  |                  |         | Tecos UAG            |
|    | HV | Luis Marín      |                  |         | San Carlos           |
|    | HV | Sandro Alfaro   |                  |         | Club Sport Herediano |
|    | TV | Walter Centeno  |                  |         | Deportivo Saprissa   |
|    | TV | Jeaustin Campos |                  |         | Deportivo Saprissa   |
|    | TV | Roy Myers       |                  |         | MetroStars           |
|    | TV | Mauricio Solís  |                  |         | Comunicaciones       |
|    | TV | Johnny Murillo  |                  |         | Club Sport Herediano |
|    | TV | Jafet Soto      |                  |         | C.F. Pachuca         |
|    | TĐ | Rolando Fonseca |                  |         | Comunicaciones       |
|    | TĐ | Gerald Drummond |                  |         | Deportivo Saprissa   |
|    | TĐ | Paulo Wanchope  |                  |         | Derby County         |
|    | TĐ | Froylán Ledezma |                  |         | Ajax Amsterdam       |

### Honduras
Huấn luyện viên:  Ramón Maradiaga
| Số | Vt | Cầu thủ               | Ngày sinh (tuổi)        | Số trận | Câu lạc bộ              |
| -- | -- | --------------------- | ----------------------- | ------- | ----------------------- |
|    | TM | Wilmer Cruz           |                         |         | Real C.D. España        |
|    | TM | Hugo Caballero        |                         |         | Club Deportivo Motagua  |
|    | HV | Reynaldo Clavasquin   |                         |         | Club Deportivo Motagua  |
|    | HV | Ninrod Medina         |                         |         | Club Deportivo Motagua  |
|    | HV | Milton Reyes          |                         |         | Club Deportivo Motagua  |
|    | HV | Aminadán Laínez       |                         |         | Universidad             |
|    | HV | César Clother         |                         |         | Real C.D. España        |
|    | HV | Mario Guerrero        |                         |         | Club Deportivo Motagua  |
|    | TV | Samuel Caballero      |                         |         | Club Deportivo Olimpia  |
|    | TV | Amado Guevara         |                         |         | Club Deportivo Motagua  |
|    | TV | Christian Santamaría  |                         |         | Club Deportivo Olimpia  |
|    | TV | Mario Cesar Rodríguez |                         |         | Real C.D. España        |
|    | TV | Robel Bernardez       |                         |         | Club Deportivo Platense |
|    | TV | Jaime Rosales         | ngày 8 tháng 6 năm 1978 |         | Club Deportivo Marathón |
|    | TĐ | Carlos Pavón          |                         |         | Celaya                  |
|    | TĐ | Milton Núñez          |                         |         | Nacional                |
|    | TĐ | Francisco Ramírez     |                         |         | Club Deportivo Motagua  |
|    | TĐ | Renán Bengoché        |                         |         | Club Deportivo Victoria |

## Bảng B

### El Salvador
Huấn luyện viên:  Mario Peres Ulibarri
| Số | Vt | Cầu thủ            | Ngày sinh (tuổi) | Số trận | Câu lạc bộ            |
| -- | -- | ------------------ | ---------------- | ------- | --------------------- |
|    | TM | Misael Alfaro      | 21               |         | C.D. Luis Ángel Firpo |
|    | TM | Sergio Muñoz       | 26               |         | C.D. Dragón           |
|    | HV | Alexánder Merino   | 20               |         | Alianza F.C.          |
|    | HV | Nelson Quintanilla | 25               |         | C.D. Luis Ángel Firpo |
|    | HV | William Osorio     | 27               |         | Club Deportivo FAS    |
|    | HV | Roberto Hernández  | 25               |         | C.D. Águila           |
|    | HV | Mario Guevara      | 26               |         | Alianza F.C.          |
|    | HV | Ricardo Cuéllar    | 22               |         | Club Deportivo FAS    |
|    | TV | Guillermo García   | 28               |         | C.D. Luis Ángel Firpo |
|    | TV | Santos Cabrera     | 22               |         | C.D. Luis Ángel Firpo |
|    | TV | Alexánder Amaya    | 22               |         | C.D. Águila           |
|    | TV | Adonay Martínez    | 22               |         | Alianza F.C.          |
|    | TV | Waldir Guerra      | 31               |         | C.D. Águila           |
|    | TV | Guillermo Rivera   | 29               |         | San Carlos            |
|    | TV | Erick Prado        | 24               |         | Club Deportivo FAS    |
|    | TV | Nelson Flores      | 22               |         | Sonsonate             |
|    | TV | Ernesto Góchez     | 21               |         | Arabe Marle           |
|    | TĐ | Elías Montes       | 25               |         | Alianza F.C.          |
|    | TĐ | Raúl Díaz Arce     | 29               |         | San Jose Clash        |
|    | TĐ | Rodrigo Osorio     | 30               |         | Alianza F.C.          |
|    | TĐ | Magdonio Corrales  | 20               |         | Municipal Limeño      |
|    | TĐ | William Torres     | 22               |         | Dragón                |
|    | TĐ | Rudy Corrales      | 19               |         | Municipal Limeño      |

### Guatemala
Huấn luyện viên:  Benjamín Monterroso
| Số | Vt | Cầu thủ            | Ngày sinh (tuổi) | Số trận | Câu lạc bộ          |
| -- | -- | ------------------ | ---------------- | ------- | ------------------- |
|    | TM | Edgar Estrada      | 18               |         | Comunicaciones      |
|    | TM | Julio Engleton     |                  |         | San Carlos          |
|    | HV | Marlon Iván León   |                  |         | Comunicaciones      |
|    | HV | Alvaro Jiménez     |                  |         | Comunicaciones      |
|    | HV | Nelson Cáceres     |                  |         | Comunicaciones      |
|    | HV | Guillermo Molina   |                  |         | San Carlos          |
|    | HV | Jorge Pérez        |                  |         | Comunicaciones      |
|    | HV | German Ruano       |                  |         | CSD Municipal       |
|    | HV | Julio Girón        |                  |         | CSD Municipal       |
|    | HV | Catalino Molina    |                  |         | CSD Municipal       |
|    | TV | Guillermo Ramírez  |                  |         | CSD Municipal       |
|    | TV | Jorge Rodas        |                  |         | Comunicaciones      |
|    | TV | Otto Rodríguez     |                  |         | Comunicaciones      |
|    | TV | Claudio Rojas      |                  |         | Comunicaciones      |
|    | TV | Francisco González |                  |         | Aurora FC           |
|    | TV | Freddy García      |                  |         | San Carlos          |
|    | TV | Martín Machón      |                  |         | Santos Laguna       |
|    | TĐ | Edgar Valencia     |                  |         | Comunicaciones      |
|    | TĐ | Carlos Ruíz        |                  |         | CSD Municipal       |
|    | TĐ | Julio García       |                  |         | Deportivo Escuintla |
|    | TĐ | César Alegría      |                  |         | Cobán Imperial      |

### Nicaragua
Huấn luyện viên:  Mauricio Cruz
| Số | Vt | Cầu thủ             | Ngày sinh (tuổi) | Số trận | Câu lạc bộ      |
| -- | -- | ------------------- | ---------------- | ------- | --------------- |
|    | TM | William Espinoza    |                  |         | Diriangén FC    |
|    | TM | Ricardo Sujo        |                  |         | América Managua |
|    | HV | Otoniel Olivas      |                  |         | Real Estelí     |
|    | HV | Armengol González   |                  |         | Diriangén FC    |
|    | HV | Ezequiel Jerez      |                  |         | Diriangén FC    |
|    | HV | David Solórzano     |                  |         | Diriangén FC    |
|    | HV | Mario Gastón        |                  |         | Masachapa       |
|    | HV | Carlos Alonso       |                  |         | Chinadega       |
|    | HV | Sergio Molina       |                  |         | Wálter Ferreti  |
|    | TV | Oscar Blanco        |                  |         | Masachapa       |
|    | TV | Miguel Cruz         |                  |         | Diriangén FC    |
|    | TV | Geovanny Estrada    |                  |         | América Managua |
|    | TV | Rener Cruz          |                  |         | Diriangén FC    |
|    | TV | José Maria Bermúdez |                  |         | Wálter Ferreti  |
|    | TĐ | Léster González     |                  |         | Diriangén FC    |
|    | TĐ | Tyronne Acevedo     |                  |         | Diriangén FC    |
|    | TĐ | Hamilton West       |                  |         | Masachapa       |
|    | TĐ | Jack Rodríguez      |                  |         | Chinadega       |